# 机场路街道
机场路街道，是中华人民共和国河北省唐山市路北区下辖的一个乡镇级行政单位。

## 行政区划
机场路街道下辖以下地区：
红星里第一社区、红星里第二社区、供电楼社区、祥富里第一社区、祥富里第二社区、祥和里第一社区、祥和里第二社区、林南仓矿社区、甲区社区、和平里社区、机场路北楼社区、鹤祥园社区、裕丰楼社区和诚成社区。